# Operatie Lava Jato
Operatie Lava Jato ('autowasserij') is de verzamelnaam van verschillende onderzoeken van de Braziliaanse federale politie naar corruptieschandalen.
De operatie begon op 17 maart 2014 als een onderzoek naar witwasoperaties die uitgevoerd werden vanuit een benzinestation in de stad Brasilia en waar ook auto's gewassen konden worden. De onderzoeken op dat moment gebeurden in navolging van een eerder corruptieschandaal, het mensalão-schandaal. Een van de witwassers van de mensalão, Alberto Youssef, werd gevolgd door de federale politie. De operatie kreeg omvang toen de politie weet kreeg dat een directeur van Petrobras, Paulo Roberto Costa, een landrover Evoque had gekregen van Alberto Youssef. Paulo Roberto Costa werd aangehouden door de federale politie in maart 2014. Bekentenissen en verder onderzoek leidden tot de aanhouding van verschillende bedrijfsleiders en politici. Het onderzoek bereikte de hoogste rangen en leidde ook tot de veroordeling in 2017 van de vroegere president Luiz Inácio Lula da Silva tot een gevangenisstraf van negen jaar en zes maanden. In 2018 werd de straf in hoger beroep verhoogd tot twaalf jaar en één maand gevangenis. Ook Fernando Collor werd veroordeeld naar aanleiding van de operatie.